# Рудник Зарєчноє
Рудник Зарєчноє – гірничодобувне підприємство на півдні Казахстану, яке здійснює розробку однойменного уранового родовища. 
Родовище Зарєчноє виявили в 1977 році. На початку 2000-х для його розробки створили компанію «СП Зарєчноє», власниками якої стали казахський державний концерн «Казатомпром» (45%), російська компаіня «Атомредметзолото» (45%, відноситься до концерну «Росатом») та киргизький Карабалтинський гірничорудний комбінат (10%). В подальшому частка киргизької компанії зменшилась до 0,04%, тоді як два інші учасники мають по 49,98% акцій. 
Розробка ведеться методом підземного вилуговування, при цьому отриманий на Зарєчному товарний десорбат переробляється на самому руднику у хімічний концентрат природного урану («жовтий кек»).
Буріння технологічних свердловин стартувало в 2006-му, а початок випуску продукції припав на 2007-й. Річна потужністю рудника становить 1000 тон, при цьому в 2016-му фактично видобули 828 тон урану.
Станом на кінець 2021 року ресурси Зарєчного оцінювались у 5,8 тисяч тон урану, а видобуток планувалось вести до 2028 року.